# یکی از قلب
یکی از قلب (انگلیسی: One from the Heart) فیلمی در ژانر رمانتیک، درام، و موزیکال به کارگردانی فرانسیس فورد کوپولا است که در سال ۱۹۸۲ منتشر شد.

## بازیگران
- فردریک فورست
- تری گار
- رائول هولیا
- ناستاسیا کینسکی
- لینی کازان
- هری دین استنتون
- آلن گارفیلد